# عرف عصبي قلبي
خلايا العرف العصبي هي خلايا متعددة القدرات ضرورية لتطور الخلايا، والنسج وأجهزة الأعضاء. يشكل معقد العرف العصبي القلبي بدوره مجموعة فرعية من خلايا العرف العصبي. يشير هذا المعقد إلى الخلايا الملاحظة في اللوحاء السمعية الوسطى والجسيدة 3 التي تخضع لاحقًا للتحول الظهاري الميزانشيمي وتهاجر إلى القلب عبر الأقواس البلعومية 3، و4 و6.
يلعب معقد العرف العصبي القلبي دورًا شديد الأهمية في تكوين النسج الضامة المساعدة في تحوجز التدفق الخارجي ونمذجة شرايين قوس الأبهر خلال مرحلة التطور المبكر. يؤدي استئصال المعقد في غالبية الحالات إلى اضطراب وظيفي في عضلة القلب مشابه للأعراض الملاحظة في متلازمة دي جورج. نتيجة لذلك، يتسبب زوال خلايا العرف القلبي المتمركزة في الأقواس البلعومية في مجموعة من التأثيرات على الغدة الزعترية، والغدة جارة الدرقية والغدة الدرقية.
تمثل خلايا العرف العصبي مجموعة من الخلايا المؤقتة متعددة القدرات (تمتلك القدرة على تكوين العديد من أنواع الخلايا الأخرى لكن ليس جميعها) التي تنفصل أثناء تكون الأنبوبة العصبية (التي تمثل سلف النخاع الشوكي والدماغ) ويمكن ملاحظتها بالتالي في المنطقة الظهرية (العليا) من الأنبوبة العصبية أثناء تطورها. تُشتق هذه الخلايا من الطبقة المنتشة للأديم الظاهر، لكن يمكن وصفها في بعض الأحيان بالطبقة المنتشة الرابعة نظرًا إلى أهميتها الكبيرة وقدرتها على تكوين العديد من الأنواع الخلوية الأخرى. تهاجر هذه الخلايا عبر جميع أنحاء الجسم مكونة أعدادًا كبيرة من الخلايا المتمايزة مثل العصبونات، وخلايا الدبق العصبي، والخلايا المحتوية على الصباغ في الجلد، وخلايا النسج الهيكلية في الرأس وغيرها من الخلايا.
تُعتبر خلايا العرف العصبي القلبي (سي إن سي سي إس) نوعًا من خلايا العرف العصبي التي تهاجر إلى الحرف حول البلعومي (حرف قوسي الشكل فوق الأقواس البلعومية) ثم تنتقل إلى الأقواس البلعومية الثالثة، والرابعة والسادسة وسبيل التدفق الخارجي القلبي (أو إف تي).
تمتد هذه الخلايا من اللوحاءات السمعية (بنى موجودة لدى الجنين المتطور مسؤولة عن تشكيل الأذنين في وقت لاحق) إلى الجسيدات الثالثة (عناقيد من الأديم المتوسط مسؤولة عن تشكيل العضلات الهيكلية، والفقرات والأدمة).
تمتلك خلايا العرف العصبي القلبي العديد من الوظائف التي تشمل تكوين جدران النسيج الضام والعضلات للشرايين الكبيرة؛ وبعض أجزاء الحاجز القلبي؛ وبعض أجزاء الغدة الدرقية، والغدة جارة الدرقية والغدة الزعترية. تتمايز هذه الخلايا إلى الخلايا الميلانينية، والعصبونات، والغضاريف والنسج الضامة للأقواس البلعومية. قد تساهم خلايا العرف العصبي القلبي أيضًا في تشكيل جسم الشريان السباتي، الذي يمثل العضو المسؤول عن مراقبة الأكسجين في الدم وتنظيم التنفس.

## استئصال معقد العرف العصبي القلبي

### شذوذات التدفق الخارجي القلبي
يمثل الجذع الشرياني المستديم إحدى شذوذات التدفق الخارجي القلبي المتطورة خلال استئصال معقد العرف العصبي القلبي. يحدث هذا عند فشل الجذع الشرياني في الانقسام لينفصل الشريان الرئوي عن الأبهر. يؤدي هذا بدوره إلى نقص في الحاجز الأبهري الرئوي نتيجة بقاء الأوعية التي تختفي في الحالة الطبيعية خلال التطور الطبيعي ما يعيق الأوعية السباتية. يعتمد التكون الشاذ للقلب وأوعيته الكبيرة على امتداد استئصال معقد العرف العصبي القلبي وموقعه. يتسبب الاستئصال الكلي لمعقد العرف العصبي القلبي في تطور الجذع الشرياني المستديم الذي يتميز في معظم الحالات بوجود صمام تدفق خارجي واحد فقط إلى جانب العجز الحاجزي البطيني. تتداخل الخلايا العصبية للأديم المتوسط مع التطور الطبيعي لحاجز التدفق الخارجي القلبي الذي يؤدي وجوده إلى الجذع الشرياني المستديم. مع ذلك، تؤدي إضافة خلايا العرف العصبي الجذعي إلى تطور طبيعي للقلب.
تشمل تبعات شذوذات التدفق القلبي الخارجي أيضًا رباعية فالو، ومعقد آيزنمنغر، واستبدال مواقع الأوعية الكبيرة والبطين الأيمن مزدوج المنفذ.

### شذوذات شرايين قوس الأبهر
يحدث الأبهر الممتطي نتيجة التطويق الشاذ خلال مرحلة التطور المبكر للقلب ويترافق مع شذوذات حاجزية بطينية. عوضًا عن تشكل الحاجز الأبهري الرئوي بشكل شاذ، يتسبب الاستئصال الجزئي لمعقد العرف العصبي القلبي في تطور الأبهر الممتطي، إذ يمكن ملاحظة عدم انتظام الأبهر حول الحاجز البطيني بشكل مقابل للبطين الأيسر. يؤدي هذا إلى انخفاض الدم المؤكسج بسبب تلقي الأبهر كمية من الدم غير من تدفق البطين الأيمن. يحدث انخفاض في كمية الأنابيب البطانية للحمة المتوسطة الظاهرية في الأقواس البلعومية التي تحيط بشرايين قوس الأبهر.
تشمل تبعات شذوذات شرايين قوس الأبهر الأخرى كلًا من قوس الأبهر المزدوجة، وحالات متنوعة من غياب الشرايين السباتية وقوس الأبهر اليسرى.

### التغيرات الوظيفية في القلب
تحدث التغيرات الوظيفية في القلب بشكل واضح قبل ظهور أي تغيرات بنيوية في النمط الظاهري لدى الدجاج الخاضع للاستئصال. يرجع ذلك إلى تقويض الجنين لتغيرات القلب المورفولوجية بهدف المحافظة على الوظيفة القلبية من خلال التوسيع الوعائي. على الرغم من ارتفاع حجم النفضة والنتاج القلبي لدى الجنين، يؤدي تعويض النقص في الانقباض إلى عدم انتظام تطور الأوعية نتيجة التطويق غير التام للأنبوبة القلبية.
في القلب البالغ، يحدث انقباض العضلة القلبية عبر الاقتران الاستثاري الانقباضي إذ يحدث زوال الاستقطاب الخلوي ما يسمح بتدفق الكالسيوم نحو الداخل عبر قنوات الكالسيوم المعتمدة على الفولتية. يؤدي الاسترداد التالي للكالسيوم إلى داخل الشبكة الهيولية العضلية إلى انخفاض تركيز الكالسيوم داخل الخلوي ما يسبب ارتخاء العضلة القلبية. يتسبب استئصال معقد العرف العصبي القلبي في انخفاض قابلية الانقباض للعضلة القلبية. في الأجنة الحاوية على الجذع الشرياني المستديم، يحدث انخفاض كبير بمقدار الضعفين في تيارات الكالسيوم، ما يتسبب في انقطاع عملية الاقتران الاستثاري الانقباضي الضرورية لإحداث انخفاض في قابلية الانقباض.

### الجهاز الوريدي الرئوي
خلال التخلق القلبي، تحدث هجرة معقد العرف العصبي القلبي بشكل سابق لتطور جهاز التنفس. لا يوجد أي فروقات ملحوظة في الأوردة الرئوية لدى أجنة الدجاج التي طورت الجذع الشرياني المستديم والأجنة ذات معقد العرف العصبي القلبي السليم. لا يلعب استئصال معقد العرف العصبي القلبي أي دور في النظام الوريدي الرئوي أو الجهازي إذ لا يمكن ملاحظة أي مشاكل وريدية ذات صلة.

### التطور المشتق عنه
نظرًا إلى تمركز خلايا العرف العصبي القلبي في الأقواس البلعومية، يتسبب زوال معقد العرف العصبي القلبي في مجموعة من التأثيرات على الغدة الزعترية، والغدة جارة الدرقية والغدة الدرقية.